# Myotis insularum
Myotis insularum је врста слепог миша из породице вечерњака (лат. Vespertilionidae).

## Распрострањење
Самоа и Америчка Самоа.

## Станиште
Врста Myotis insularum има станиште на копну.

## Угроженост
Подаци о распрострањености ове врсте су недовољни.

### Популациони тренд
Популациони тренд је за ову врсту непознат.